# Dystasia quadratiplagiata
Dystasia quadratiplagiata là một loài bọ cánh cứng trong họ Cerambycidae.